# Baron vampire
À ne pas confondre avec le film Le Baron vampire (1967) de Mel Welles.
Pour plus de détails, voir Fiche technique et Distribution.
Baron vampire (Gli orrori del castello di Norimberga) est un film d'épouvante fantastique ouest-germano-italien réalisé par Mario Bava et sorti en 1972.
Le film met en scène Joseph Cotten dans le rôle du baron Otto Von Kleist, un noble assassin et sadique qui est ressuscité par son descendant, Peter (Antonio Cantafora), et une étudiante nommée Eva (Elke Sommer). Malgré son titre original italien qui signifie littéralement « les horreurs du château de Nuremberg », le film est intégralement tourné dans les environs de Vienne en Autriche.

## Synopsis
Peter Kleist retourne en Autriche pour faire une pause dans ses études et rechercher l'histoire de sa famille. À l'aéroport, il est accueilli par son oncle, Karl Hummel, qui l'invite à séjourner chez lui. Peter apprend de Karl que son arrière-grand-père, le baron Otto Von Kleist, surnommé « baron vampire », était un sadique notoire qui a torturé et assassiné plus d'une centaine de villageois. La légende dit qu'il a brûlé une sorcière nommée Elizabeth Hölle. Cette dernière l'a maudit en retour en lui jetant un sort qui lui permettrait de ressusciter afin qu'elle puisse se venger de lui éternellement. Le vieux château et ancienne résidence du baron est en train d'être transformé en hôtel pour touristes. Peter persuade son oncle de l'emmener au château.
Au château, ils rencontrent Herr Dortmundt, l'entrepreneur responsable du projet d'hôtel, et Eva, une ancienne étudiante de Karl. Son travail consiste à s'assurer que Dortmundt ne modifie pas durablement l'architecture du château. Après une visite du château, Karl invite Eva à dîner chez lui. Au cours du repas, Peter aborde le sujet du baron Von Kleist. La jeune fille de Karl, Gretchen, affirme alors avoir aperçu le baron dans les bois près du château, mais personne ne l'écoute. Peter sort un document ancien qu'il a trouvé chez son grand-père. Il s'agit d'une incantation qui est censée ramener le baron à la vie lorsqu'elle est lue dans le clocher du château à minuit.
Contre l'avis de Karl, Peter et Eva se rendent au château et lisent l'incantation. Bien qu'il soit minuit, la cloche sonne deux heures, heure à laquelle le baron Von Kleist a été assassiné. Des pas lourds s'approchent de l'extérieur. Eva implore Peter de réitérer l'incantation, en utilisant le sort alternatif sur le même document. Mais un coup de vent projette le parchemin par une cheminée. Peter sort pour retrouver le document et identifier les bruits de pas, mais il ne trouve rien ni personne.
Dans les bois du château, le baron sort de sa tombe et se rend dans le cabinet d'un médecin. Le médecin panse ses blessures. Lorsque le médecin insiste pour appeler une ambulance, le baron saisit un scalpel et le poignarde à mort.
Le lendemain matin, Peter et Eva avouent ce qu'ils ont fait. Karl insiste sur le fait qu'ils ont imaginé des choses et leur dit d'oublier tout cela. Le baron entre secrètement dans son château et tue Dortmundt en le suspendant au plafond. Lorsque le cadavre suspendu est découvert par Fritz, le gardien du château, le baron l'assassine à son tour. Avec la mort de Dortmundt, les plans de restauration du château tombent à l'eau et la propriété est mise aux enchères.
Le lendemain, Alfred Becker, un millionnaire qui se déplace en fauteuil roulant, achète le château. Il propose à Eva de l'aider à restaurer le château dans son état d'origine. Elle accepte volontiers. Plus tard, Eva est attaquée par le baron dans un des couloirs du château. Elle est sauvée par l'arrivée de Peter. Eva quitte son emploi et décide de prendre un nouveau départ ailleurs.
Ce soir-là, Eva retourne à son appartement en ville, où le baron l'attend. Elle s'échappe par une fenêtre et se réfugie chez Karl. Finalement convaincu que le Baron est vivant, Karl accepte d'aider Eva et Peter à trouver un moyen de le détruire. Ils rendent visite à Christina, une médium locale, qui invoque l'esprit de Hölle depuis les enfers pour obtenir des informations sur le baron. Christina leur donne une amulette magique et leur dit que ceux qui ont élevé le baron sont les seuls à pouvoir le détruire. C'est pourquoi il fera tout ce qui est en son pouvoir pour tuer Peter et Eva. Après le départ de Peter, Eva et Karl, le baron assassine Christina.
En rentrant de l'école, Gretchen est terrorisée par le Baron, qui la poursuit dans les bois. De retour au château, Gretchen rencontre Becker pour la première fois. Elle dit à son père que Becker est le baron et qu'elle reconnaît ses yeux. Karl, Peter et Eva confrontent Becker. Il leur montre le château restauré, avec des mannequins empalés sur des pieux. Becker se lève de son fauteuil roulant et assomme Peter, Karl et Eva. Il les emmène ensuite dans sa chambre de torture.
Lorsqu'Eva se réveille, elle est attachée à une chaise et voit le cadavre de Fritz dans le cercueil ouvert et garni de pointes à côté d'elle. Becker attache Karl à un chevalet, tandis qu'il torture Peter avec des tisonniers chauffés à blanc. Alors qu'Eva s'efforce de se détacher, elle laisse accidentellement tomber l'amulette sur le corps de Fritz. Quelques gouttes de sang provenant des blessures d'Eva tombent sur le corps de Fritz et sur l'amulette. Le secret de la destruction du Baron est révélé : les victimes du Baron sortent toutes de leurs cercueils, rendues autonomes par l'amulette magique et le sang de ceux qui l'ont élevé. Les victimes mortes-vivantes attaquent le Baron et le mettent en pièces. Eva détache Peter et Karl, et le trio s'enfuit du château tandis que les cris de mort du baron et les rires de Hölle résonnent dans l'air nocturne.

## Fiche technique
- Titre français : Baron vampire[1]
- Titre original italien : Gli orrori del castello di Norimberga[2]
- Titre allemand : Baron Blood[3]
- Réalisation : Mario Bava, assisté de Lamberto Bava
- Scénario : Willibald Eser, Mario Bava d'après une idée de Vincent Fotre
- Photographie : Antonio Rinaldi, Mario Bava
- Montage : Carlo Reali
- Musique : Stelvio Cipriani
- Effets spéciaux : Franco Tocci
- Maquillage : Silvana Petri
- Direction artistique : Enzo Bulgarelli
- Production : Alfredo Leone, Dieter Geissler, Samuel Z. Arkoff
- Sociétés de production : Euro America Produzioni Cinematografiche (Rome), Dieter Geissler Filmproduktion (Munich)
- Pays de production :  Italie,  Allemagne de l'Ouest
- Langue originale : italien
- Format : Couleurs par Technicolor - 1,85:1 - Son mono - 35 mm
- Genre : Film d'épouvante fantastique
- Durée : 98 minutes
- Date de sortie : 
  - Italie : 25 février 1972
  - Allemagne de l'Ouest : 17 février 1995 (diffusion sur RTL2)[3]
- Interdit aux moins de 12 ans

## Distribution
- Elke Sommer : Eva Arnold
- Antonio Cantafora : Peter Kleist

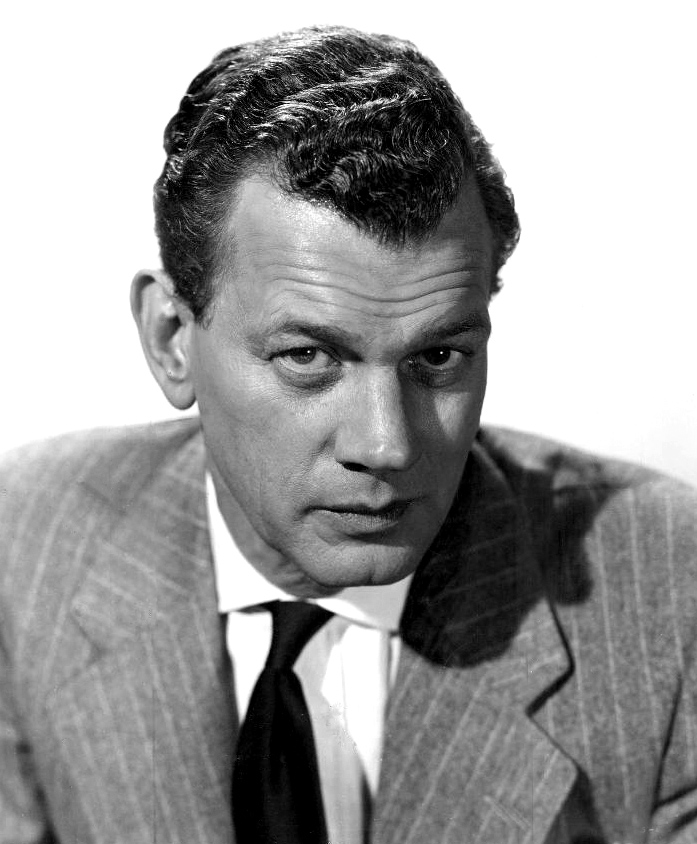
Joseph Cotten (ici en 1952) interprète le Baron vampire Otto von Kleist.

- Joseph Cotten : Baron Otto von Kleist / Alfred Becker
  - Franco Tocci : le cadavre du Baron Otto von Kleist
- Massimo Girotti : le docteur Karl Hummel
- Rada Rassimov : Christina Hoffmann / Elizabeth Hölle
- Luciano Pigozzi (sous le nom d'« Alan Collins ») : Fritz
- Umberto Raho : l'inspecteur
- Nicoletta Elmi : Gretchen Hummel, la petite fille
- Dieter Tressler : le bourgmestre Dortmundt
- Rolf Hälwich : le commissaire-priseur
- Gustavo De Nardo : le docteur Werner Hessler
- Valeria Sabel : Martha Hummel
- Pilar Castel : Madeleine, l'infirmière de Hessler
- Lamberto Bava : un homme à l'aéroport
- Mario Bava : un homme passant devant le château

## Production

### Genèse et développement
L'idée originale de l'histoire revient à Vincent G. Fotre, un joueur de tennis professionnel qui s'est essayé à l'écriture de films à Hollywood. L'histoire était la propriété du producteur indépendant Jerry Briskin, qui l'a montré au producteur italo-américain Alfredo Leone dans l'espoir qu'il soit intéressé par une coproduction. Leone est enthousiaste et y voit l'occasion de retravailler avec le réalisateur Mario Bava après que leur première collaboration, Une nuit mouvementée, se soit avérée désastreuse. Leone avait refusé l'offre de Bava de produire Une hache pour la lune de miel, mais estimait que Baron vampire était un projet plus approprié pour Bava. Briskin s'est ensuite complètement désengagé du projet quand il s'est avéré incapable d'honorer sa part du contrat de production. La production sera partagée entre Dieter Geissler Filmproduktion GmbH & Co., basée à Munich, et Euro America Produzione Cinematografica dont le siège est à Rome.

### Scénario
Bava a d'abord refusé cette production ouest-germano-italienne parce que l'un des associés de la production avait posé comme condition que le film soit tourné dans un ou plusieurs châteaux aux alentours de Vienne, et il était résolu à rester en Italie. Cependant, sa carrière étant sur le déclin, il finit par se résigner à l'idée qu'une meilleure offre que celle de Baron vampire ne se présenterait probablement pas dans un avenir proche. L'histoire originale a ensuite été transposé en scénario par Mario Bava et le scénariste allemand Willibald Eser. Lors de ses interviews par le critique américain Tim Lucas, Alfredo Leone a eu tendance à minimiser voire nier l'apport de scénaristes européens dans ses collaborations avec Mario Bava, comme dans leur projet suivant Lisa et le Diable (1972) où il s'attribue la paternité du scénario et l'idée originale qui était en réalité celle de Francesca Rusicka. Dans Baron vampire, Leone minimise la participation de Bava au scénario et va jusqu'à nier l'existence même de Willibald Eser, pourtant les deux seuls scénaristes crédités au générique italien du film,,. Willibald Eser (1933-2005) est un scénariste basé à Munich qui est bien implanté dans le cinéma allemand de genre, ayant commencé en côtoyant Thea von Harbou, Jean Cocteau et Curt Goetz. Son premier film est la comédie romantique Monpti (1957) d'Helmut Käutner avec une jeune Romy Schneider, avant qu'il ne s'essaye aux comédies érotiques comme celles de Rolf Thiele ou la coproduction germano-italienne Comment j'ai appris à aimer les femmes (1966) de Luciano Salce, pour enfin scénariser en 1970 le thriller Je couche avec mon assassin de Wolfgang Becker. Le producteur Alfredo Leone se chargera quant à lui, dans ce film-ci comme dans le suivant Lisa et le Diable, de l'adaptation du film pour le marché américain, aidé en cela par le dialoguiste William A. Bairn, comme mentionné dans le générique anglais du film. Pour la distribution du film dans les cinéma américains via American International Pictures, Leone écourtera également le film de sept minutes et demi dans une version expurgée et remplacera la musique originale de Stelvio Cipriani par celle de Les Baxter.
Baron vampire marque le retour de Bava à l'horreur gothique, six ans après Opération peur. Contrairement au Baron vampire réalisé par Mel Welles en 1967, le film de Mario Bava ne traite nullement de vampirisme.

### Attribution des rôles

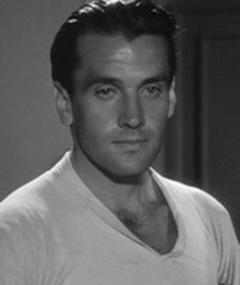
Massimo Girotti (ici en 1946) joue le rôle du Dr Karl Hummel.

Après cette première collaboration avec Mario Bava, Elke Sommer retournera sous sa direction en 1973 dans Lisa et le Diable. À l'époque, l'actrice originaire de Berlin avait déjà joué dans une cinquante de film, dont Das Mädchen und der Staatsanwalt (1962) aux côtés de Wolfgang Preiss ou à Hollywood Pas de lauriers pour les tueurs (1963) aux côtés de Paul Newman mais jamais dans un film d'épouvante. Depuis quelques années, sa carrière battait de l'aile et Sommer était enchantée du projet de tourner en Autriche, ce qui lui permettait de visiter sa famille. Elle n'avait jamais entendu parler de Mario Bava auparavant mais elle en est venue à beaucoup apprécier sa collaboration avec le réalisateur : « J'aimais Bava de tout mon cœur. Il était très calme — aussi calme que peuvent l'être les Italiens — mais il avait une énergie incroyable. Il parlait un anglais très approximatif, alors nous conversions toujours en italien. Son fils Lamberto était l'assistant réalisateur et il suivait fidèlement toutes les instructions de papa [...] Bava était un technicien absolument brillant et un compagnon de tournage absolument fiable. Mario était comme un ami, un ami paternel ». L'actrice est pourtant quelque peu sous-utilisée dans ce film, avec peu de lignes de dialogue. C'est dans le film suivant, Lisa et le Diable, que son talent sera plus mis à contribution.
Pour le rôle du baron vampire, Vincent Price a d'abord été contacté, mais l'acteur refusa puisque sa collaboration précédente avec Bava dans L'Espion qui venait du surgelé (1966) s'était révélée difficile. Le rôle est ensuite proposé à Ray Milland, qui se montre intéressé mais refuse car il ne pouvait pas effectuer le voyage en Europe à l'époque. Quelqu'un suggère alors Joseph Cotten, un acteur rendu célèbre par ses rôles dans Citizen Kane (1941) et Le Troisième Homme (1950), et qui s'était rapproché du genre de l'horreur les années précédentes en jouant dans le film britannique L'Abominable Docteur Phibes (1971) de Robert Fuest et dans le film italien Lady Frankenstein, cette obsédée sexuelle de Mel Welles. L'expérience s'est avérée positive pour Cotten. qui continuera son chemin dans le cinéma italien, notamment dans le film d'horreur Un sussurro nel buio (1976) ou dans le poliziottesco Bracelets de sang d'Umberto Lenzi avec Tomás Milián.

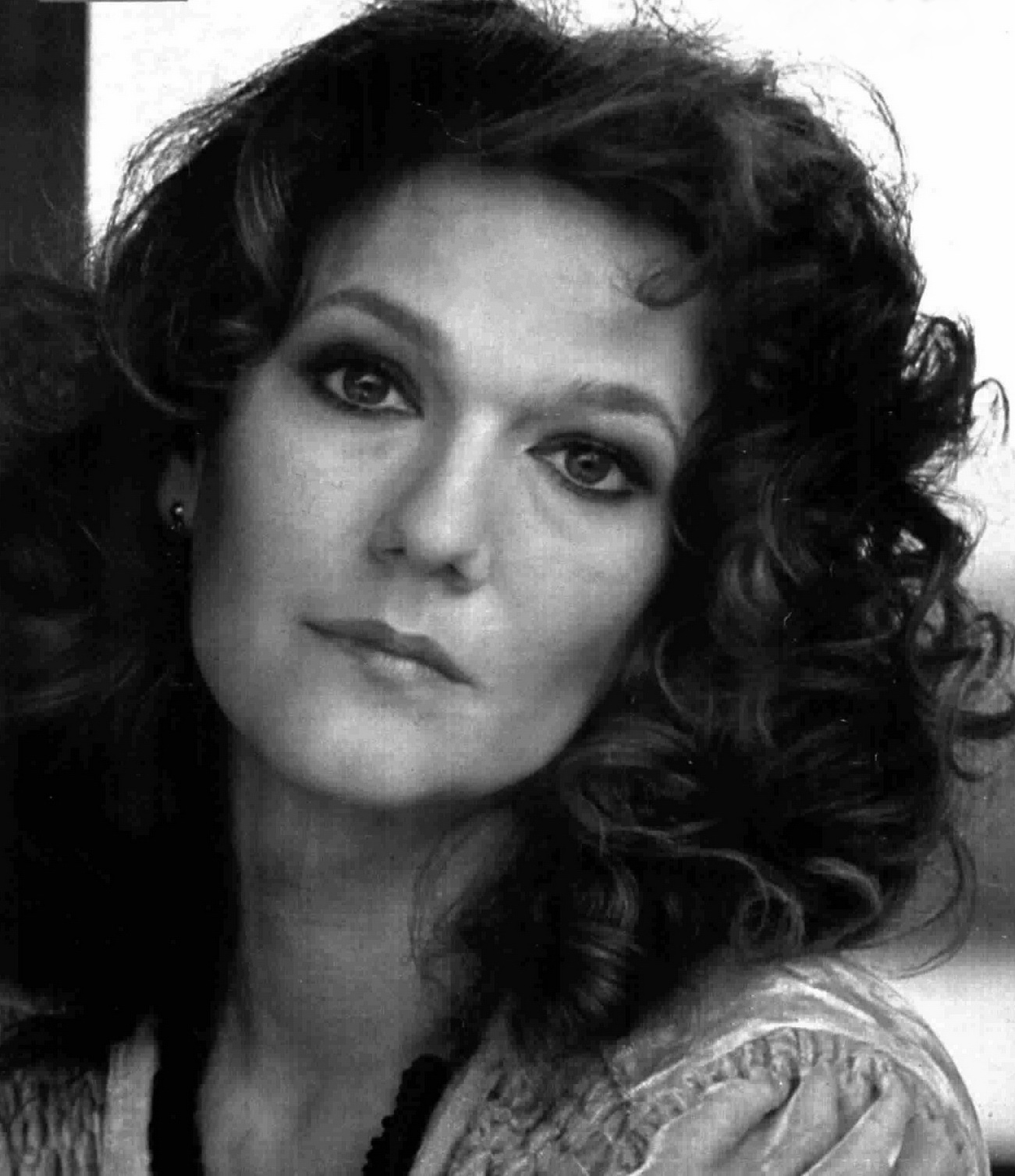
Rada Rassimov (ici en 1975) joue le rôle de Christina Hoffmann / Elizabeth Hölle.

Une bonne prise pour le film est l'acteur italien Massimo Girotti, qui avait déjà croisé Bava sur le plateau de Spartacus (1953) de Riccardo Freda, et qui était devenu une des grandes légendes du cinéma italien, ayant commencé sa carrière avec Les Amants diaboliques (1943) de Luchino Visconti et La Porte du ciel (1945) de Vittorio De Sica et s'étant illustré ensuite dans Senso (1954) de Visconti, Théorème (1968) ou Médée (1969) de Pier Paolo Pasolini ou La Tente rouge (1969) de Mikhaïl Kalatozov. Après son rôle de Karl Hummer dans Baron vampire, Girotti s'est envolé pour Paris pour jouer dans Le Dernier Tango à Paris de Bertolucci.
Selon l'historien américain du cinéma Tim Lucas, la plus impressionnante prestation du film est donnée par Rada Rassimov dans son rôle dual de Christina Hoffmann / Elizabeth Hölle. Actrice de théâtre s'étant distinguée dans plusieurs westerns comme Il était une fois dans l'Ouest (1968) ou Django le Bâtard (1969), elle est « Une femme svelte, gracieuse et séduisante dont elle partageait le regard avec son frère Ivan Rassimov. Rada Rassimov est la plus convaincante de toutes les femmes mystiques des films de Bava. Son personnage est remarquable tout comme l'était le personnage interprété par Fabienne Dali dans Opération peur qui prenait soin de ne pas diaboliser les adeptes de la Wicca, et de sympathiser avec leur approche gnostique de la vie et de la nature ». Elle jouera ensuite de nouveau avec Bava et ouvrira plusieurs années plus tard sa propre société de production, Rada Film.
Baron vampire marque la dernière collaboration entre Bava et Luciano Pigozzi, le « Peter Lorre italien » qui avait auparavant joué dans Le Corps et le Fouet (1963), Six Femmes pour l'assassin (1964) ou Une hache pour la lune de miel (1970), ainsi que chez Dario Argento et dans nombre d'autres films de genre. Une autre habituée des films d'épouvante et des gialli est Nicoletta Elmi, la jeune actrice âgée de sept ans qui figurait déjà dans La Baie sanglante. C'est Mario Bava lui-même qui avait personnellement insisté pour qu'on la réengage pour ce film. L'enfant-actrice continuera des apparitions remarquées dans Mort à Venise (1971) de Luchino Visconti, Qui l'a vue mourir ? d'Aldo Lado ou encore Les Frissons de l'angoisse de Dario Argento, avant de revenir travailler chez Bava une dernière fois dans Démons (1985).

### Tournage

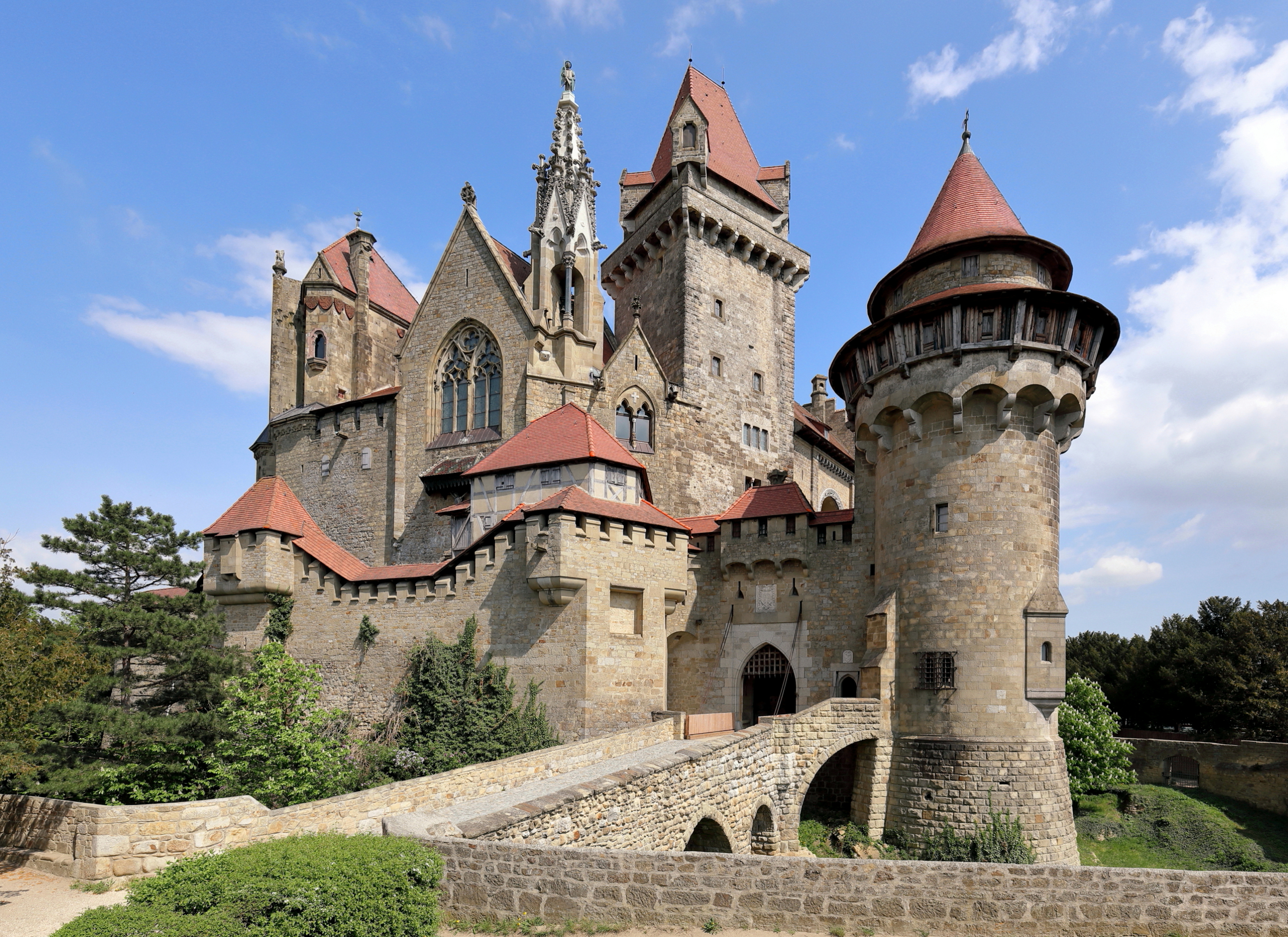
Le château de Kreuzenstein, lieu de tournage du film.

C'est Mario Bava qui s'est chargé visiter des dizaines de châteaux autrichiens sous la houlette de Dieter Geissler Filmproduktion pour trouver celui qui conviendrait le mieux. Le château de Hohenwerfen, déjà utilisé dans Quand les aigles attaquent (1968) était impressionnant de l'extérieur, mais il était à l'époque complètement vidé à l'intérieur. Finalement, Bava jette son dévolu sur le château de Kreuzenstein, à 20 km de Vienne et non loin du Danube. Même si l'autorisation de tournage y est un peu plus chère qu'ailleurs, le château présente l'avantage d'être spectaculaire du dehors comme du dedans, entièrement meublé avec d'authentiques antiquités. Selon Alfredo Leone, l'un des fauteuils coûtait à lui seul un demi-million de dollars. Mario Bava était très enthousiaste de tourner dans ce château richement meublé.
Le tournage proprement dit a commencé en septembre 1971. Le chef opérateur du film est Antonio Rinaldi, bien que Leone ait déclaré que Bava avait pris en charge la direction de la photographie du film,, Rinaldi s'occupant des prises de vue de la seconde équipe. Une fois de plus, Mario Bava expérimente des éclairages paranormaux, qui tendent souvent vers des couleurs rouges ou chaudes. On remarque également l'utilisation intensive de zooms pour les scènes les plus effrayantes.

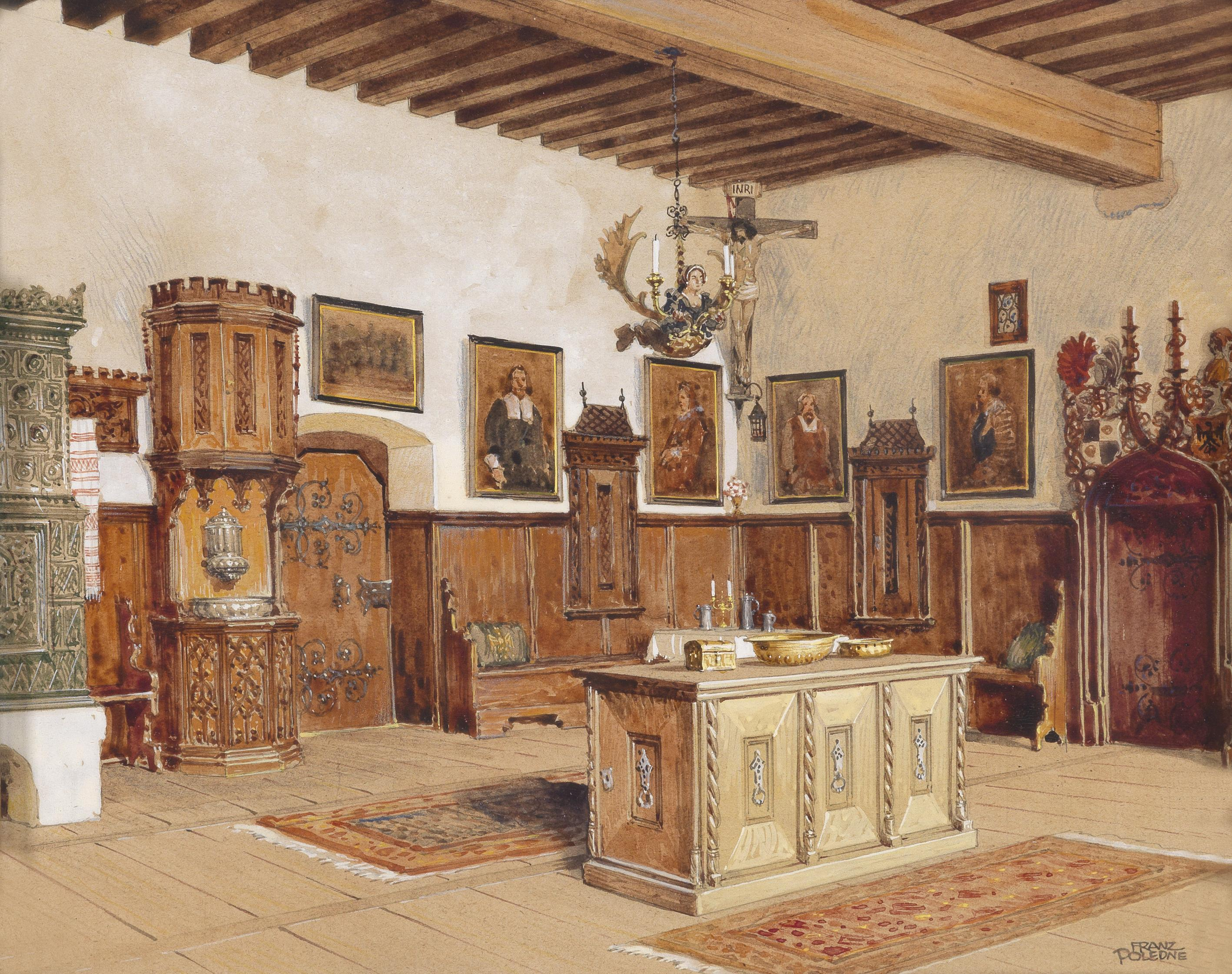
Représentation de l'intérieur d'une pièce du château, par Franz Poledne.

Faisant preuve de son efficacité habituelle, Bava a terminé le film en dessous du budget prévu et en devançant de trois jours le calendrier de six semaines de tournage. Le budget, que Leone préfère garder secret, était considérablement inférieur au coût annoncé de la production d'« environ un million de dollars ».

## Exploitation
Baron vampire est sorti en Italie le 25 février 1972, distribué par Jumbo Cinematografica. Le film enregistre 662 115 entrées en Italie, ce qui rapporte un total de 269 812 000 lires au box-office Italie 1971-1972, ce que l'historien du cinéma italien Roberto Curti a qualifié de « médiocre ». À l'international par contre, le film a été un grand succès, notamment aux États-Unis,, ce qui amène le producteur Alfredo Leone à proposer à Bava un contrat pour un nouveau film (Lisa et le Diable) en lui donnant cette fois « carte blanche ».

### Accueil critique
Morando Morandini, dans son dictionnaire du cinéma Il Morandini, accueille tièdement le film de Bava. Il le considère comme « amusant plutôt qu'effrayant ». Il est rejoint dans cette appréciation par le critique américain Roger Ebert : « Parfois, il peut être amusant de voir un mauvais film d'épouvante. Le problème, c'est que Baron vampire n'est pas assez mauvais ». Le Lexikon des internationalen Films estime quant à lui qu'il s'agit d' « un film d'horreur trivial qui déroule les conventions du genre de manière tout à fait solide sur le plan artisanal ».
Selon Olivier Père, si l'on peut considérer Baron vampire comme une régression avec cette histoire gothique désuète de château hanté, pour un cinéaste qui avait réalisé l'année précédente le génial et moderne La Baie sanglante, le film sert à Bava à réaffirmer sa croyance dans le surnaturel, loin de toute posture cynique, « avec des visions oniriques et des images à la beauté mortifère qui rappellent le talent hors norme d’un véritable magicien de l’ombre et de la lumière ».

## Postérité
Le canular du Puits ver l'Enfer est une légende urbaine qui a circulé sur l'internet et dans les tabloïds américains à la fin des années 1990. Des sismologues sibériens auraient enregistré des sons dans un puits de 12 km de profondeur, notamment des cris et des appels à l'aide lancés par des pécheurs censés être envoyés en enfer. Cependant, il a été révélé plus tard que l'enregistrement était une partie habilement remixée de la bande son de Baron vampire, avec divers effets ajoutés. Le canular était inspiré du forage profond de Kola qui n'avait donné lieu à aucune expérience surnaturelle.